# Mormo (bướm đêm)
Mormo  là một chi bướm đêm thuộc họ Noctuidae.

## Hình ảnh

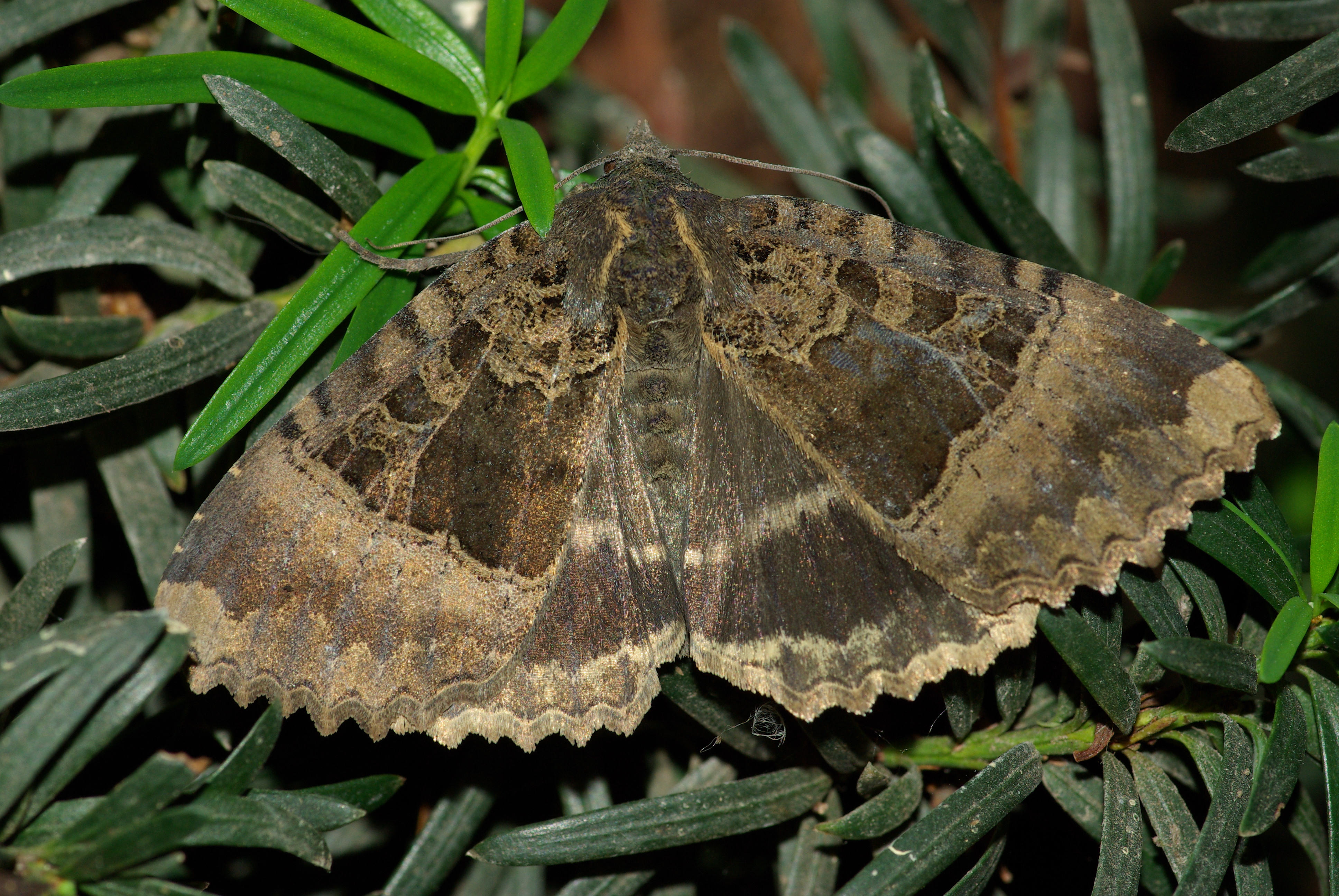

## Loài
- Mormo cyanea Sugi, 1982
- Mormo maura (Linnaeus, 1758)
- Mormo muscivirens Butler, 1878
- Mormo nyctichroa (Hampson, 1908)
- Mormo olivescaria (Swinhoe, 1897)
- Mormo phaeochroa (Hampson, 1908)
- Mormo venata (Hampson, 1908)